# Фреоны
Фреоны, хладоны — техническое название группы галогенсодержащих производных насыщенных углеводородов (главным образом метана и этана), применяемых в качестве хладагентов, пропеллентов, вспенивателей, растворителей. Чаще всего водород в алканах замещается фтором, но также может быть замещён хлором, бромом и (реже) иодом.

## История названия
В 1928 году американскому химику корпорации «Дженерал Моторс» (General Motors Research) Томасу Миджли (1889—1944) удалось выделить и синтезировать в своей лаборатории химическое соединение, получившее впоследствии название «Фреон». Через некоторое время «Химическая кинетическая компания» («Kinetic Chemical Company»), которая занималась промышленным производством нового газа — Фреон-12, ввела обозначение хладагента буквой R (Refrigerant — охладитель, хладагент). Такое наименование получило широкое распространение и со временем полное название хладагентов стало записываться в составном варианте — торговая марка производителя и общепринятое обозначение хладагента. Например: торговая марка GENETRON®AZ-20 соответствует хладагенту R-410A, который состоит из хладагентов R-32 (50 %) и R-125 (50 %). Существует также торговая марка с таким же названием, как и у химического соединения — FREON® (Фреон), основным правообладателем которой ранее являлась компания «Дюпон» (DuPont), а теперь компания The Chemours Company (Chemours), созданная на базе одного из подразделений Дюпон. Это совпадение в названии до сих пор вызывает путаницу и споры — можно ли словом фреон называть произвольные хладагенты.

## Общая характеристика
Всего известно более 40 различных фреонов; большинство из них используются в промышленности. Название «фреон» фирмы DuPont (США) в течение многих лет использовалось в литературе как общетехнический термин для хладагентов. В СССР и РФ чаще использовался термин «хладоны». Большинство фреонов представляют собой галогенсодержащие углеводороды. В качестве исключения в категорию фреонов иногда включают изобутан, циклопентан и пропан, поскольку данные вещества также широко применяются в качестве компонента хладагентов.

## Свойства

### Физические свойства
Фреоны — бесцветные газы или жидкости без запаха. Хорошо растворимы в неполярных органических растворителях, очень плохо — в воде и иных полярных растворителях.
| Химическая формула | Наименование        | Техническое обозначение | Температура плавления, °C | Температура кипения, °C | Относительная молекулярная масса |
| ------------------ | ------------------- | ----------------------- | ------------------------- | ----------------------- | -------------------------------- |
| CFH3               | фторметан           | R-41                    | -141,8                    | -79,64                  | 34,033                           |
| CF2H2              | дифторметан         | R-32                    | -136                      | -51,7                   | 52,024                           |
| CF3H               | трифторметан        | R-23                    | -155,15                   | -82,2                   | 70,014                           |
| CF4                | тетрафторметан      | R-14                    | -183,6                    | -128,0                  | 88,005                           |
| CFClH2             | фторхлорметан       | R-31                    | —                         | -9                      | 68,478                           |
| CF2ClH             | хлордифторметан     | R-22                    | -157,4                    | -40,85                  | 86,468                           |
| C2H2F4             | тетрафторэтан       | R-134a                  | -103,3                    | -26.3                   | 102,03                           |
| CF3Cl              | трифторхлорметан    | R-13                    | -181                      | -81,5                   | 104,459                          |
| CFCl2H             | фтордихлорметан     | R-21                    | -127                      | 8,7                     | 102,923                          |
| CF2Cl2             | дифтордихлорметан   | R-12                    | -155,95                   | -29,74                  | 120,913                          |
| CFCl3              | фтортрихлорметан    | R-11                    | -110,45                   | 23,65                   | 137,368                          |
| CCl4               | тетрахлорметан      | R-10                    | -22,87                    | 76,75                   | 153,82                           |
| CF3Br              | трифторбромметан    | R-13B1                  | -174,7                    | -57,77                  | 148,910                          |
| CF2Br2             | дифтордибромметан   | R-12B2                  | -141                      | 24,2                    | 209,816                          |
| CF2ClBr            | дифторхлорбромметан | R-12B1                  | -159,5                    | -3,83                   | 165,364                          |
| CF2BrH             | дифторбромметан     | R-22B1                  | —                         | -15,7                   | 130,920                          |
| CFCl2Br            | фтордихлорбромметан | R-11B1                  | —                         | 51,9                    | 181,819                          |
| CF3I               | трифториодметан     | R-13I1                  | —                         | -22,5                   | 195,911                          |

### Химические свойства
Чистые фреоны относительно инертны при стандартных условиях (за исключением безгалогеновых фреонов-алканов и циклоалканов) — они не горят на воздухе, не взрывоопасны даже при контакте с открытым пламенем, но могут активно взаимодействовать с щелочными и щёлочноземельными металлами, чистым алюминием, магнием и его сплавами. При температуре свыше 250 °C фреоны могут взаимодействовать с названными металлами, образуя хлороводород (и/или фтороводород), фосген, карбонилфторид и другие удушающие высокотоксичные вещества.
Некоторые фреоны устойчивы к действию кислот и щелочей.

## Виды фреонов (хладонов)
В соответствии со степенью воздействия на озоновый слой фреоны (хладоны) делят на следующие группы:
| Группа | Класс соединений                        | Фреоны (хладоны) | Воздействие на озоновый слой             |
| ------ | --------------------------------------- | --- | ---------------------------------------- |
| A      | Хлорфторуглероды (ClFC)                 | R-11, R-12, R-13, R-111, R-112, R-113, R-113а, R-114, R-115                                                                                     | Вызывают истощение озонового слоя        |
| A      | Бромфторуглероды (BrFC)                 | R-12B1, R-12B2, R-113B2, R-13B2, R-13B1, R-21B1, R-22B1, R-114B2                                                                                | Вызывают истощение озонового слоя        |
| B      | Хлорфторуглеводороды (HClFC)            | R-21, R-22, R-31, R-121, R-122, R-123, R-124, R-131, R-132, R-133, R-141, R-142в, R-151, R-221, R-222, R-223, R-224, R-225, R-231, R-232, R-233 | Вызывают слабое истощение озонового слоя |
| C      | Фторуглеводороды (HFC)                  | R-23, R-32, R-41, R-125, R-134, R-143, R-152, R-161,R-227, R-236, R-245, R-254                                                                  | Озонобезопасные фреоны (хладоны)         |
| C      | Фторуглероды (перфторуглеводороды) (CF) | R-14, R-116, R-218, R-C318 | Озонобезопасные фреоны (хладоны)         |

Наиболее распространены следующие соединения:
- дифтордихлорметан (tкип −29,8 °C) — Фреон R-12
- тетрафторэтан (tкип − 31 °C) — Фреон R-134A
- хлордифторметан (tкип −54 °C) — Фреон R-22
- изобутан (tкип −11,73 °C) — Фреон R-600a

## Правила цифрового обозначения фреонов (хладонов)
По международному стандарту ISO 817:1974 техническое обозначение фреона (хладона) состоит из буквенного обозначения R (от слова refrigerant) и цифрового обозначения:
- первая цифра справа — это число атомов фтора в соединении;
- вторая цифра справа — это число атомов водорода в соединении плюс единица;
- третья цифра справа — это число атомов углерода в соединении минус единица (для соединений метанового ряда нуль опускается);
- число атомов хлора в соединении находят вычитанием суммарного числа атомов фтора и водорода из общего числа атомов, которые могут соединяться с атомами углерода;
- для циклических производных в начале определяющего номера ставится буква C;
- в случае, когда на месте хлора находится бром, в конце определяющего номера ставится буква B и цифра, показывающая число атомов брома в молекуле.
- в случае, когда на месте хлора находится иод, в конце определяющего номера ставится буква I и цифра, показывающая число атомов иода в молекуле.

Пример: Тетрафторэтан R134A (C2H2F4) (C2−1=1;H2+1=3;F4=4)

## Воздействие на человека
Физиологическое воздействие фреонов на организм человека сильно отличается в зависимости от химической природы конкретного соединения и может варьироваться от практически нейтрального (напр. тетрафторметан) до высокотоксичного (напр. трифторбромметан). В целом хладоны обладают удушающим действием вследствие того, что они не поддерживают дыхание. Некоторые хладоны кроме прочего могут воздействовать на сердечно-сосудистую и нервную системы и вызывать развитие спазмов сосудов и мышц в сочетании со стойкими нарушениями микроциркуляции крови.
Некоторые соединения могут нарушать работу кальциевых каналов, а также способны накапливаться в организме вследствие высокой липофильности и концентрирования в жировой ткани и мембранах клеток. Особенно опасны последствия острых и подострых отравлений, а также хронических отравлений. В таких случаях особенно сильно поражается печень, а далее — почки. Также могут разрушаться лёгочные мембраны, особенно при наличии примесей органических растворителей и четырёххлористого углерода — развиваются эмфиземы и рубцевание. Хроническое воздействие и отравление средними и малыми концентрациями токсичных хладагентов может привести к нарушениям в работе эндокринной системы и обмена веществ в организме.

## Воздействие на окружающую среду

### Влияние на озоновый слой
Одной из причин уменьшения озона в стратосфере и образование озоновых дыр является производство и применение хлор- и бромсодержащих фреонов. Попадая после использования в атмосферу, они разлагаются под воздействием ультрафиолетового излучения Солнца. Высвободившиеся компоненты активно взаимодействуют с озоном в галогеновом цикле распада атмосферного озона.
Подписание и ратификация странами ООН Монреальского протокола привели к уменьшению производства озоноразрушающих фреонов.
В связи с пагубным влиянием озоноразрушающего фреона R-22 его использование год от года сокращается в США и Европе, где с 2010 года официально запрещено применять этот фреон. В России c 2011 года прекращён импорт холодильного оборудования, в том числе кондиционеров промышленного и полупромышленного класса, работающих на данном фреоне, однако сам фреон пока производится в стране.. На замену холодильным установкам на фреоне R-22 пришли установки на фреоне R-410A. В свою очередь, фреон R-410a уступает место более современному R-32. Начиная с 2021 года в связи с ужесточением правил ЕЭС по ввозу и вывозу хладагентов наиболее часто используемым фреоном стал R-290 (пропан).
В автомобильных кондиционерах до 1992 года в основном применялся тип фреона R-12 (дифтордихлорэтан), вредный для озонового слоя, поэтому для этих целей стали применять R-134 (тетрафторэтан), который более безопасен для озонового слоя Земли.

### Парниковый эффект
Парниковая активность (англ. GWP — ПГП) фреонов в зависимости от марки варьируется в пределах от 1300 до 8500 раз выше чем у углекислого газа при одинаковых объёмах. Основным источником фреонов являются холодильные установки и аэрозоли.

## Применение
- Используется в качестве рабочего вещества — хладагента в холодильных установках.
- Как выталкивающая основа в аэрозольных баллончиках.
- Применяется в парфюмерии и медицине для создания аэрозолей.
- Применяется в пожаротушении на опасных объектах (например, электростанции, корабли и т. д.).
- Как вспенивающий реагент при производстве полиуретановой продукции.
- В качестве сырья для промышленного производства фторолефинов[2]:
  - тетрафторэтилена 2CF2HCl → CF2 = CF2 + 2HCl;
  - трифторхлорэтилена CF2ClCFCl2 + Zn → CF2 = CFCl + ZnCl2;
  - винилиденфторида CF2ClCH3 → CF2 = CH2 + HCl.